# Michael Grubb
Michael Grubb adlad af Grubbens, född 1728, död 1808, var en svensk direktör, bruks- och säteriägare.

## Biografi
Michael Grubbs mor Gunilda Grubb var sångförfattare och pietist, och fadern Nils Grubb var inspektor vid järnvågen i Stockholm. Modern härstammade från Norrlandssläkten Grubb och Bureätten, vilket även fadern förr ansågs ha gjort men vilket numera anses ostyrkt. Hans syster var Catharina Elisabet Grubb. Michael Grubb grundade det första svenska handelskontoret i Guangdong och under åren i Kanton bedrev han en lönsam affärsverksamhet tillsammans med Jean Abraham Grill. Från 1766 var Grubb en av tredje oktrojens direktörer i Svenska Ostindiska Companiet, men i samband med sin första konkurs 1769 tvingades han lämna sin plats i direktionen. Med hjälp av ett konsortium kring handelshuset Anthoni Grill & Söner i Amsterdam fick han möjlighet att överta och driva  Garphyttans bruk och Latorps Alunverk. Efter några år kunde han inte längre betala räntorna på lånen och tvingades därför i konkurs för andra gången 1774. Michael Grubb gick sedan i konkurs en tredje gång under 1790-talet. Bland konkurshandlingarna brukar man särskilt ta upp en skuldsedel som Jean Abraham Grills änka överlåtit på hovauditören Steinholtz, men som fordringsägare förekommer ytterligare ett tiotal personer som gjort affärer med Grubb och varit beroende av honom.
Michael Grubb fick kommerseråds titel och adlades med namnet af Grubbens samt introducerades på Riddarhuset med nummer 2058. Han invaldes 1767 i Vetenskapsakademien. Det senare berodde på en donation av paradisfåglar. Han ägde ett tag Länsö säteri. 1783 beslutade Vetenskapsakademien att utesluta ledamöter som de ansåg "onyttiga", och detta drabbade bland andra Grubb. Till Vetenskapsakademien inlämnade han två rön och nämns i deras handlingar med en dissertation, Diss. exhib. Historicam delineationem Officinarum Ferrariarum in Magno Principatu Finlandia, utgiven i Åbo 1748. Växtnamnet Grubbia är efter Michael Grubb, däribland Grubbia rosmarinifolia som han insamlade. Även Grubbiaceae bär namn efter honom.